# Blaise Piffaretti
Blaise Piffaretti (Saint-Léonard, 9 marzo 1966) è un ex calciatore svizzero, di ruolo centrocampista.

## Carriera

### Club
Durante la sua carriera ha sempre giocato in Svizzera: bandiera del Sion, vanta 363 presenze e 19 reti con la società biancorossa.

### Nazionale
Esordisce il 2 febbraio 1988 contro la Francia, in una partita conclusasi con la vittoria dei bleus per 2-1.